# Monnetier-Mornex
 Monnetier-Mornex  es una población y comuna francesa, en la región de Ródano-Alpes, departamento de Alta Saboya, en el distrito de Saint-Julien-en-Genevois y cantón de Reignier.

## Demografía
| 1065 | 969 | 1429 | 1530 | 1794 | 1792 |
| Para los censos de 1962 a 1999 la población legal corresponde a la población sin duplicidades (Fuente: INSEE [Consultar]) |     |      |      |      |      |

Archivo:Linkin Park minutes-to-midnight.png